# Austriacka Formuła 3
| Austriacka Formuła 3 | Austriacka Formuła 3 |
| -------------------- | -------------------- |
| Kategoria            | Wyścigi samochodowe  |
| Region               | Austria              |
| Pierwszy sezon       | 1984                 |
| Nadwozia             | Dallara              |
| Nadwozia             | Opel                 |
| Nadwozia             | Fiat                 |
| Mistrz kierowców     | André Rudersdorf     |
| Mistrz zespołów      | ma-con               |

Austriacka Formuła 3 – seria wyścigowa samochodów jednomiejscowych organizowana pod szyldem wyścigów FIA Formuły 3.

## Mistrzowie
| Sezon | Mistrz                  | Zespół                       | Trofeum                 |
| ----- | ----------------------- | ---------------------------- | ----------------------- |
| 1982  | Johann Reindl           | Walter Lechner Racing School |                         |
| 1984  | Ernst Franzmeier        | Team Lechner Racing School   |                         |
| 1985  | Willi Schuster          | Team Lechner Racing School   |                         |
| 1986  | Franz Theuermann        | Team Lechner Racing School   |                         |
| 1987  | Franz Binder            | Bross Druck Chemie Racing    |                         |
| 1988  | Karl Wendlinger         | Krafft Walzen Team           |                         |
| 1989  | Josef Neuhauser         | MSC Aschau                   |                         |
| 1990  | Josef Neuhauser         | MSC Aschau                   |                         |
| 1991  | Josef Neuhauser         | Monninghoff Sport Promotion  |                         |
| 1992  | Philipp Peter           | Jacques Isler Racing         |                         |
| 1993  | Max Angelelli           | BSR Volkswagen Motorsport    |                         |
| 1994  | Alexander Wurz          | RSM Marko                    | Ewald Kapferer          |
| 1995  | Josef Neuhauser         | Achleitner Motorsport        | Georg Holzer            |
| 1996  | Josef Neuhauser         | Achleitner Motorsport        | Christian Windhofer     |
| 1997  | Petr Križan             | Franz Wöss Racing            | Georg Holzer            |
| 1998  | André Fibier            | Franz Wöss Racing            | Jörg Sandek             |
| 1999  | André Fibier            | Franz Wöss Racing            | Christian Eigl          |
| 2000  | Marco Schärf            | Fritz Kopp Racing            | Raimund Seidenfaden     |
| 2001  | Diego Romanini          | Franz Wöss Racing            | Luca Iannacone          |
| 2002  | Hannes Neuhauser        | Neuhauser Racing             | Hannes Neuhauser        |
| 2003  | Diego Romanini          | Jenichen Motorsport          | Jörg Sandek             |
| 2004  | Jan Seyffarth           | Seyffarth Motorsport         | Jürg Felix              |
| 2005  | Florian Schnitzenbaumer | Franz Wöss Racing            | Jürg Felix              |
| 2006  | Harald Schlegelmilch    | HS Technik Motorsport        | Michael Aberer          |
| 2007  | Stefan Neuburger        | Franz Wöss Racing            | Klaus-Dieter Häckel     |
| 2008  | Patrick Tiller          | Jenichen Motorsport          | Maurycy Kochański       |
| 2009  | Francesco Lopez         | Franz Wöss Racing            |                         |
| 2010  | Philippe Chuard         | prywatny                     |                         |
| 2011  | Sandro Zeller           | Jo Zeller Racing             | Marcel Tobler           |
| 2012  | André Rudersdorf        | ma-con Motorsport            | Daniel Roider           |
| 2013  | Christopher Höher       | Franz Wöss Racing            | Ulrich Drechsler        |
| 2014  | Thomas Amweg            | Jo Zeller Racing             | Florian Schnitzenbaumer |
| 2015  | Jordi Weckx             | Rennsport Rössler            | Jörg Sandek             |
| 2016  | Sandro Zeller           | Jo Zeller Racing             | Jörg Sandek             |
| 2017  | Sandro Zeller           | Jo Zeller Racing             | Sandro Zeller           |
| 2018  | Sandro Zeller           | Jo Zeller Racing             | Sandro Zeller           |
| 2019  | Sandro Zeller           | Jo Zeller Racing             | Florian Münger          |
| 2020  | Sandro Zeller           | Jo Zeller Racing             | Ralph Pütz              |
| 2021  | Sandro Zeller           | Jo Zeller Racing             |                         |